# Serguei
Sérgio Augusto Bustamante (Río de Janeiro, 8 de noviembre de 1933 — Volta Redonda, 7 de junio de 2019),  más conocido como Serguei, fue un cantante y compositor brasileño.  Según Cravo Albin, a pesar de nunca haber tenido gran éxito comercial, es considerado una leyenda del rock brasileño y también el precursor brasileño del look andrógino en los espectáculos. 

## Biografía
Nacido en la ciudad de Río de Janeiro, era hijo único de un ejecutivo de IBM, Domingos Bustamante, y del ama de casa María. En los años 90, Serguei visitaba regularmente a Doña María, que todavía tenía su apartamento en Barra da Tijuca . Cuando era niño, tuvo un amigo ruso que lo llamaba "Sergei" (en ruso: Сергей  , variación de "Sérgio" en ruso), porque tenía dificultades para pronunciar correctamente su nombre, comenzando así a utilizar la variación del nombre como su escenario. nombre  en tu carrera.

## Carrera
Según el propio Serguei, su carrera musical comenzó en junio de 1951, cuando realizó su primer espectáculo "en una fiesta de São João, a los 18 años", como recordó en una entrevista.  Posteriormente regresó a Estados Unidos donde continuó su carrera participando en festivales dirigidos a estudiantes. 
A mediados de los años 1960, Serguei comenzó a darse a conocer en Brasil cantando con el grupo Los Jóvenes, una de las bandas de acompañamiento de Roberto Carlos .  En 1967, fue retratado por la revista Intervalo (siendo llamado el "cantante alucinado") en plena Avenida Rio Branco donde realizó una protesta hippie y desfiló con un cartel que decía:
En 1969, estuvo en el famoso Festival de Woodstock,  y a finales de ese mismo año, el cantante, que era pansexual, afirmó haber mantenido una relación afectiva con la cantante estadounidense Janis Joplin, en Long Island . Esta supuesta relación fue una de las razones por las que se dio a conocer,   pero el cantante entra en contradicciones cronológicas en sus entrevistas;  no hay forma de confirmarlo, ya que la propia cantante murió en 1970. 
En 2016 se estrenó el documental Serguei, el último psicodélico, que cuenta su biografía. 
Considerado el rockero más antiguo de Brasil, Serguei actuó junto a su banda Pandemonium,  que lo acompañó desde 2008 hasta su muerte. Fue considerado el cantante oficial del grupo Hells Angels (club de motociclistas internacional). 
En su residencia, en la ciudad de Saquarema, se creó el "Templo do Rock",   gestionado por Serguei, compuesto por prendas de vestir, discos, premios, libros, carteles, películas VHS y otros materiales sobre rock. musica vida del cantante. Su residencia es un atractivo turístico de la ciudad. La casa fue construida por el empresario y ambientalista Russell Wid Coffin en un terreno donado por la ciudad en 2006 y recibió más de 20 mil visitantes.